# Duane Whitaker
Duane Whitaker (Lubbock, 23 de junho de 1959) é um ator americano.
Ficou muito conhecido no filme "Pulp Fiction" onde interpreta o dono de uma loja tarado.